# Сербские анклавы в Косове

Этническая распространенность населения Косова и Метохии 2005 года по данным ОБСЕ

Сербские анклавы в Косове (серб. Српске енклаве на Косову и Метохиjи) —  населённые места Косова и Метохии с сербским большинством, окружённые территориями с преимущественно албанским населением. К анклавам не относится Северное Косово, где компактно проживают косовские сербы, так как эта территория имеет прямое сообщение с центральной Сербией и управляется сербской администрацией трёх общин севера. Наиболее крупными анклавами являются муниципалитеты Штрпце и Ново-Брдо, а также образованные международной администрацией УНМИК и не признанные Сербией новые муниципалитеты Грачаница, Клокот-Врбовац и Ранилуг.
Анклавы образовались после косовской войны и военного вмешательства НАТО, обернувшихся массовой миграцией косовских сербов из края. Способствовали оттоку сербского населения и преступления на почве ненависти в последующий период, включая мартовские погромы 2004. В настоящее время наиболее значительными проблемами сербских анклавов являются проблемы безопасности и снабжения. Охрана сербских поселений осуществляется силами КФОР. До большинства из них можно добраться из Косовской Митровицы и Приштины автобусами по контролируемой властями Республики Косово территории. Община Штрпце граничит с Северной Македонией.

## Список анклавов
Ниже приведён список территорий и населённых пунктов с преобладанием сербского населения. Общины указаны согласно сербскому делению. Не учитываются территории Севера Косова как не являющиеся анклавами.

### Общины
- Община Штрпце
- Община Ново-Брдо

### Города и сёла
- Община Вучитрн: Гойбуля, Граце, Панетина, Прилужье.
- Община Приштина: Грачаница, Племетина.
- Община Липлян: Добротин, Ливадже, Доня-Гуштерица, Горня-Гуштерица, Суви-До, Старо-Грацко, Ново-Населе.
- Община Косово Поле: Батусе.
- Община Гнилане: Шилово, Пасьяне, Партеш, Коретиште, Доня-Будрига, Станишор, Горне-Кусце, Стража, Кметовце, Понеш.

- Община Печ: Гораждевац.

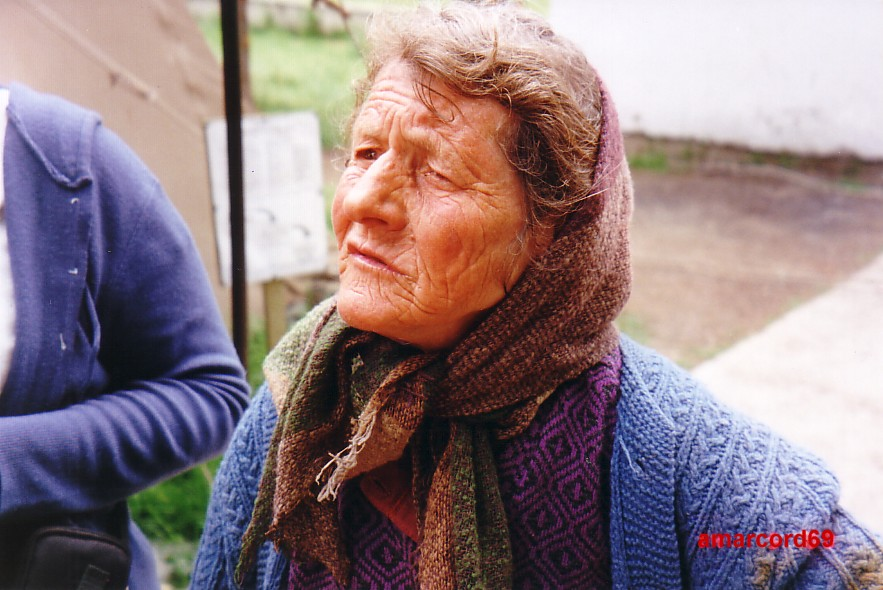
Сербская женщина в анклаве под Печем, 2000

- Община Исток: Осояне, Црколез, Добруша, Баня, Любово, Жач.
- Община Ораховац: Ораховац, Велика-Хоча.
- Община Србица: Баня, Суво-Грло.
- Община Косовска-Каменица: Ранилуг, Ропотово, Доне-Корминяне.
- Община Витина: Клокот, Врбовац, Трпеза, Пожаране, Ново-Село, Житине.
- Община Клина: Видане.